# Mode 1300–1400

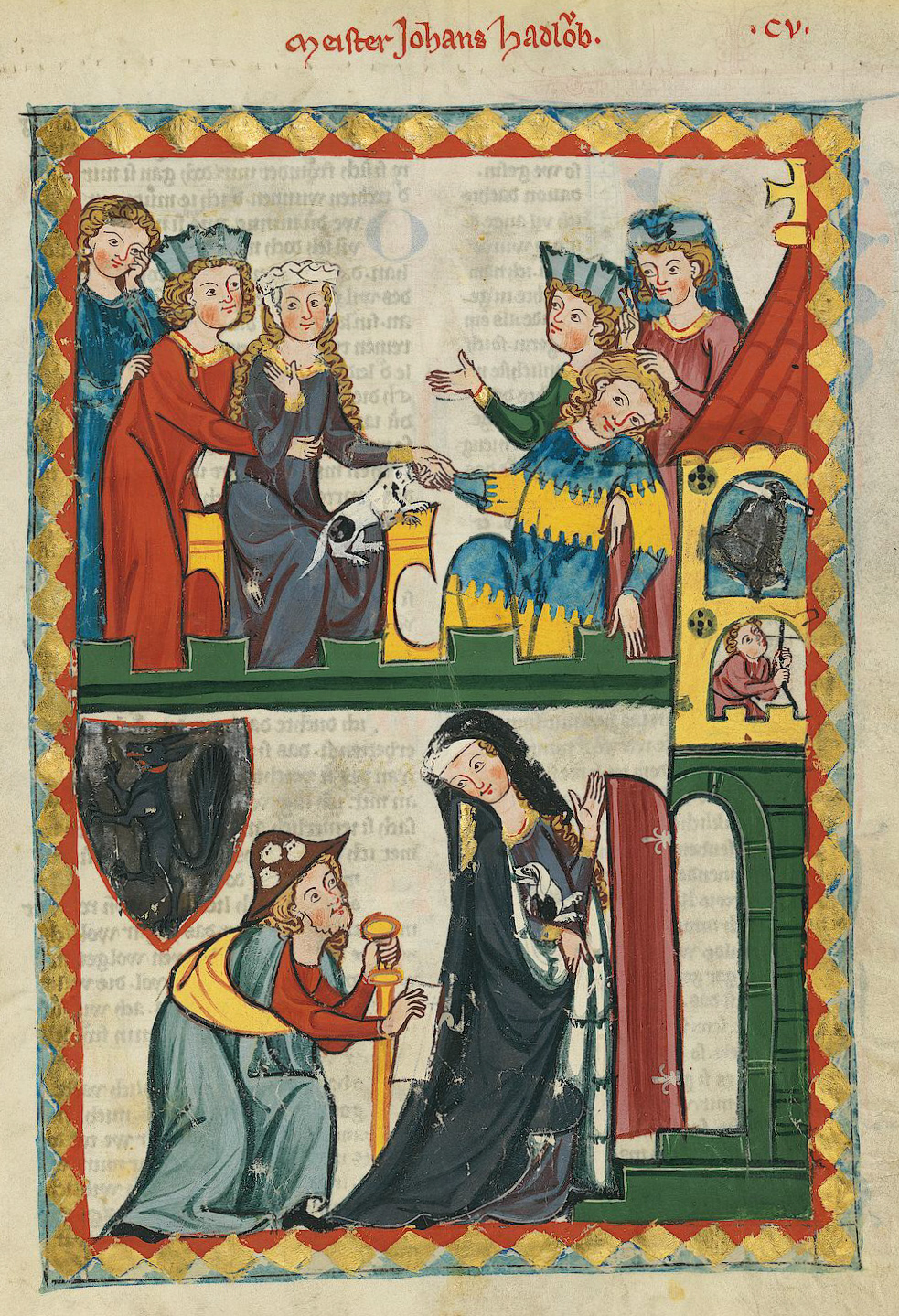
Codex Manesse.

Mode 1300–1400 syftar på modet i Europa under 1300-talet. Under denna tidsperiod var mode ett västerländskt fenomen, eftersom klädedräkten i andra delar av världen under denna tidsperiod bestod av en etnisk och kulturell klädedräkt, som inte genomgick förändringar efter modets växlingar på det sätt som skedde i Europa.

## Allmänt
1300-talet var ett århundrade då modet undergick en revolutionerande förändring. Omkring 1330 gick klädedräkten, som under medeltiden i stort sett bestått av olika variationer av könsneutrala tunikor, till en snäv dräkt som avslöjade kroppens konturer och underströk de fysiska skillnaderna mellan könen. Från denna tid och framåt började modet dessutom genomgå allt snabbare modeväxlingar. 1300-talet har därför av vissa forskare utpekats som det århundrade när modet i modern mening uppkom. 
1300-talet var det århundrade när mans- och kvinnokläder i praktiken började se olika ut. Mitten av 1300-talet var den tidpunkt i modehistorien, där män och kvinnor hade fått en könsspecifik silhuett som sedan skulle råda i flera sekel: män i korta livplagg och synliga benkläder, och kvinnor i klänning med figurnära liv och vid kjol. Den könsneutrala tunikan blev kort för män, och fick ett figursytt liv och utställd kjol och förvandlades till en klänning för kvinnor. Skräddarkonsten blev mer avancerad, och de nya snäva kroppsnära plaggen började sys med midjesömmar, bli figursydda och fästas med snörning och knappar istället för att dras över huvudet.
En karaktäristisk detalj för 1300-talet var att kläder började skäras i mönster, så som i tungor och spetsar, och att man började sy ihop plagg av olika färger, som till exempel en tröja som blev hälften svart och hälften vit.
Som tidigare användes linne (ofta hemproducerat) eller kläde (vars produktionscentrum var Flandern) allmänt som material till kläder, men detta var en tid när siden, sammet och andra dyrbara tyger blev allt vanligare. De mest populära (och helt könsneutrala) färgerna under 1300-talet var rött, brunt (violett) och blått: ju klarare och intensiv färg, dess mer exklusiv var den, medan billig blå färg var mattare än den intensiva blå som användes av eliten. Mönstrade tyger också blev vanligare.  
Omkring år 1300 har man tillräckligt mycket dokumentation om förhållandena i Skandinavien för att kunna fastställa att människorna i Norge och Sverige klädde sig likadant som människorna i övriga Västeuropa, och följde västeuropeiskt mode.

## Dammode

### Klädedräkt
Kvinnor bar fortfarande den tidigare standarddräkten: över sin undertunika (chemise eller särk) bar de en fotsid övertunika (cotte, kirtle eller kjortel), med snäva ärmar och ett veckrikt ärmlöst överplagg (surkot).  
Omkring 1340 blev övertunikan figursydd och dess kjol vidare genom midjesöm och kilformade tygstycken i sömmarna, och man började knäppa och snöra klänningen snarare än att dra det över huvudet. 
Detta innebär att den tidigare könsneutrala tunikan fick en vid "kjol" och ett figurnära "liv" och förvandlades till en klänning, vilket innebär att mäns och kvinnors kläder i fortsättningen såg olika ut. 
Över klänningen bars en överklänning. Den vanliga överklänningen var den ärmlösa surkoten. I mitten av 1300-talet blev ärmhålen till den ärmlösa surkoten vidare och dess liv smalare så den öppnade sig in mot klänningen och visade kvinnans figur i den figurnära klänningen, något som fick kyrkan att kalla detta mode för "helvetesfönster". Även urringningar blev moderna vid denna tid. 

### Hår och huvudbonad
Även fortsatt gällde oftast regeln att gifta kvinnor täckte håret, oftast med en slöja, men huvudbonaderna blev under denna tid alltmer fantasifulla, draperade och uppbyggda runt ansiktet med järntrådar i olika former, och mycket hår visades i själva verket fram i olika flätade frisyrer.

### Bildgalleri

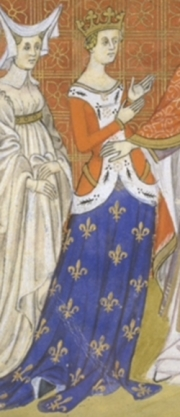
En ärmlös, pälsbrämad blå surkotklänning med vida ärmhål ("helvetesfönster") som avslöjar den snäva rödbruna kjortel-underklänningen. Typisk 1330–1400.
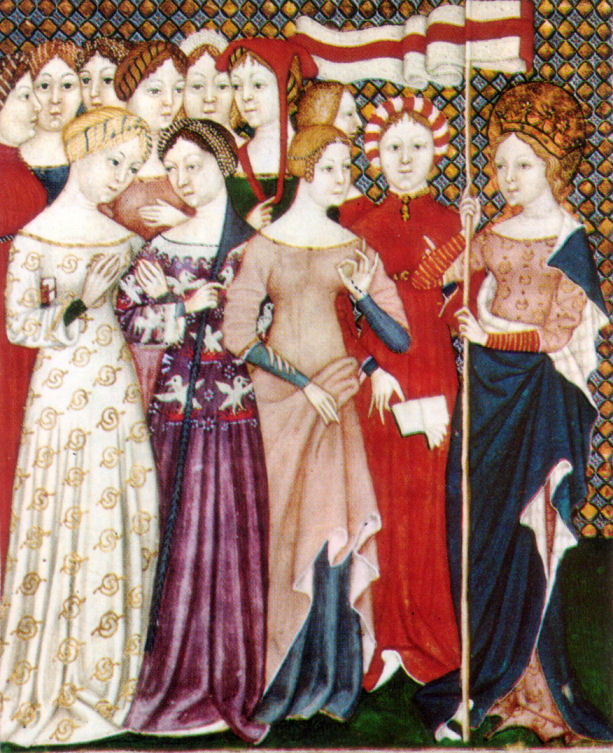
1300-talets mönstrade och färgrika mode: tunikan sys med midjesöm och utsvängd kjol och blev därmed en figursydd klänning.
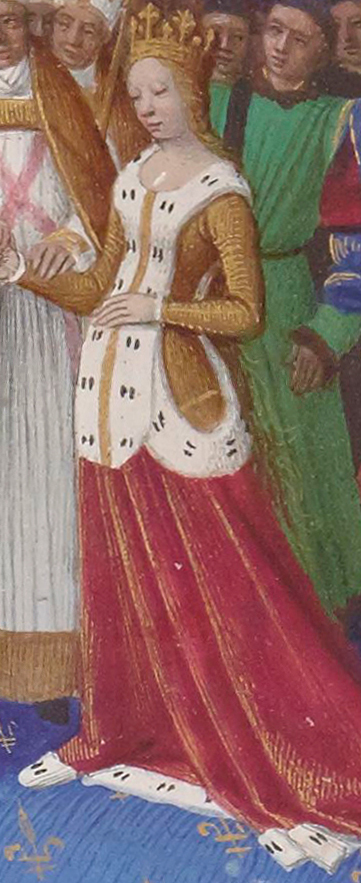
Pälsbrämad röd surkotklänning med helvetesfönster över gul kjortel.

## Herrmode

### Klädedräkt
Mäns klädedräkt genomgick en revolution vid mitten av 1300-talet. Omkring 1300 bar män fortfarande den gamla standarddräkten: en lång övertunika (kirtle) över en innertunika (linnesärk), och på underkroppen lösa knälånga braies (brokar) om könet, och separata hosor om benen fastbundna med samma bälte som höll brokarna uppe; hosorna hade ofta lädersulor, och behövde därmed inte bäras med skor.
Omkring 1330-talet ändrades dock denna dräkt vid samma tid som kvinnors, och blev snävare, kortare och mer könsspecifik. Tunikan kortades av tills den förvandlades till en skjorta. Över denna bars en tröja (en doublet, pourpoint, jaqueta eller jubón), som även den endast räckte till midjan. Både den figurnära hosorna och den vadderade tröjan hade tidigare endast burits som underkläder män under rustningen.    
Att mäns tunikor inte längre räckte över midjan innebar att de nu hade gått över från att vara tunikor till att bli skjorta och tröja, och därmed definitivt skilde sig från kvinnors tunikor, som vid samma tid hade utvecklats till att bli klänningar. 
Att männens tunikor hade kortats av till midjelängd innebar också att brokarna blev mer figurnära och förvandlades till kalsonger. Hosorna blev längre alltmedan skjortan blev kortare: till slut nådde till höfterna, och syddes ihop över bakdelen: de syddes dock inte ihop på framsidan, vilket innebar att männens könsdelar endast täcktes av brokarnas linnetyg när skjortorna kortades av, något som ledde uppkomsten av blygdkapseln, som fästes över könet. 
Männens nya snäva mode med snäva benkläder och blygdkapsel som framhävde ben och bak och könsdelar blev vid denna tid kritiserat av kyrkan som osedligt, likt kvinnors alltmer figursydda och urringade klänningar. 

### Hår och huvudbonad
Istället för huva började män nu allt oftare bära Chaperon (huvudbonad). 

### Bildgalleri

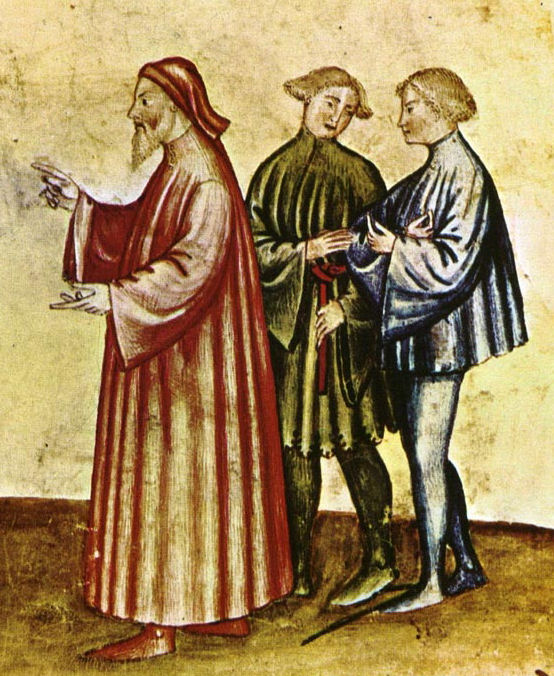
Houppelande, jacka, i olika längd, över hosor.
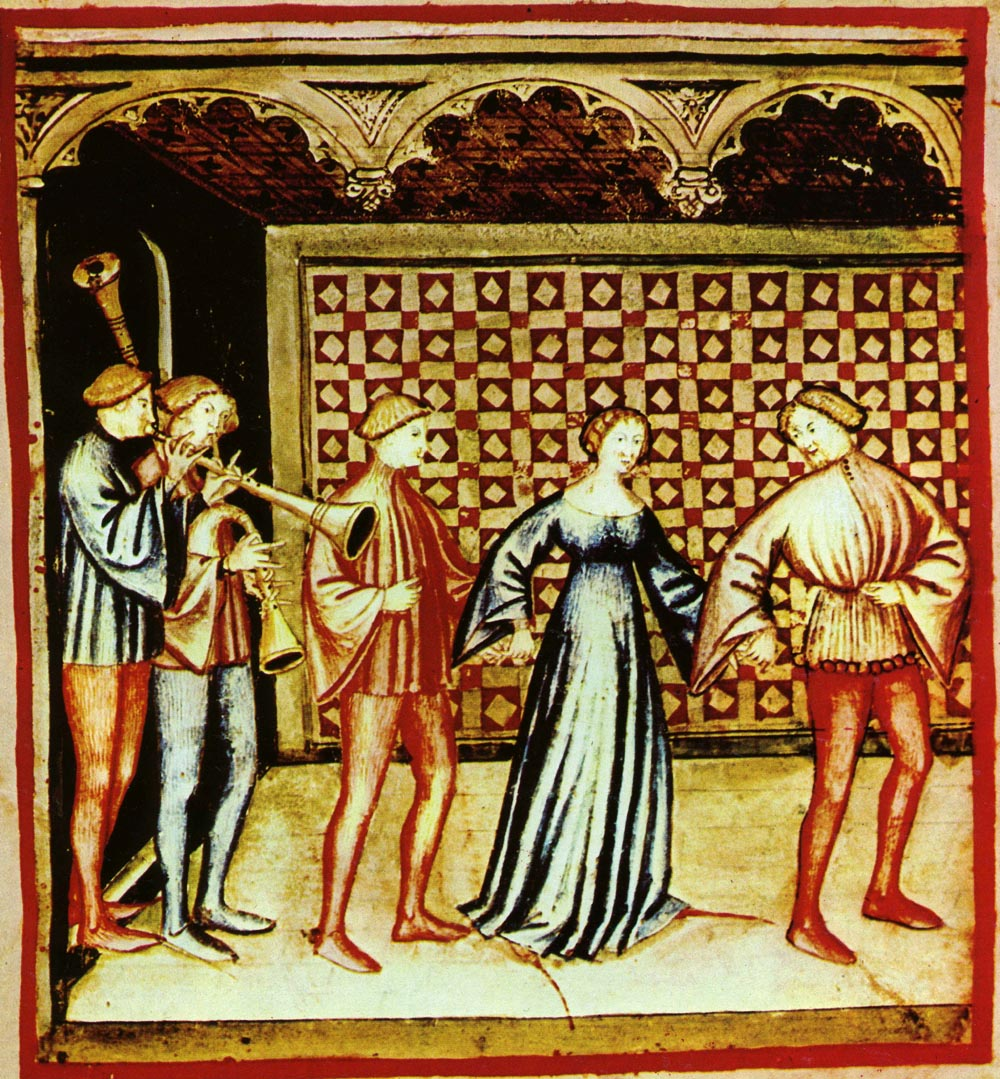
Män i korta Houppelande-jackor över snäva hosor, dansar med en kvinna i underklänning.
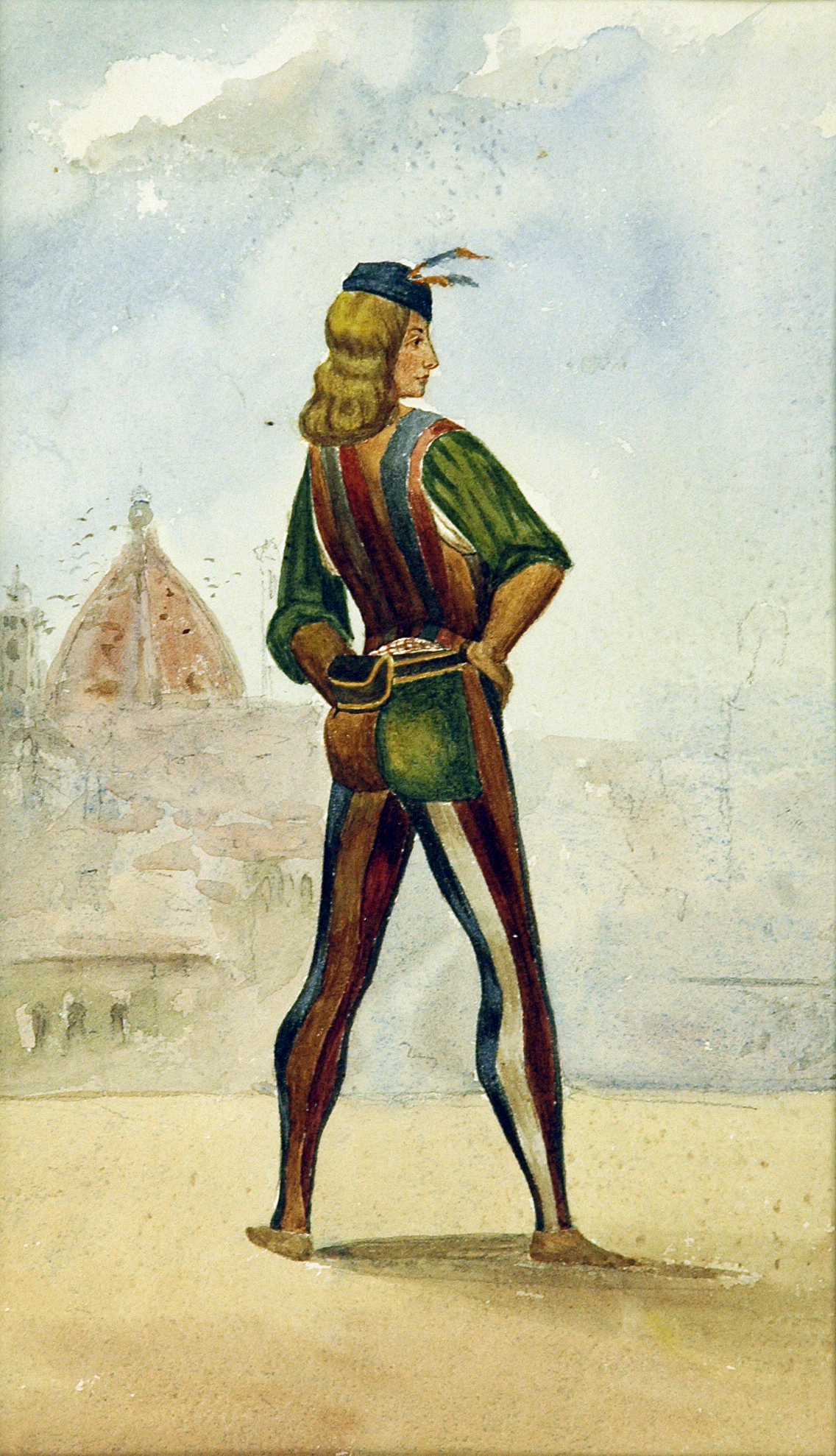
Man i enbart snäv doublet-tröja och snäva hosor.
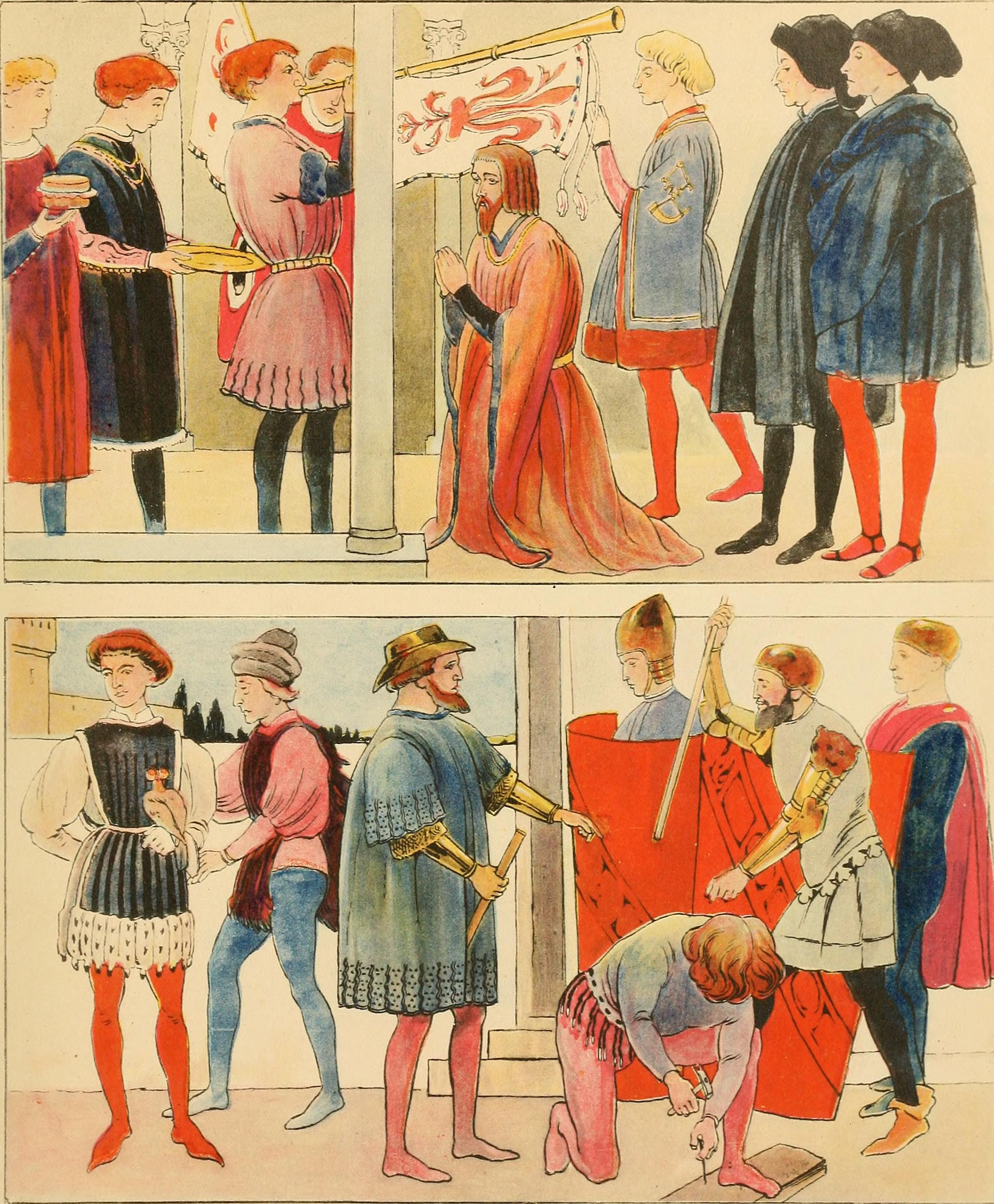
Geschichte des Kostüms (1905) (14784054182)